# Самолётные шахматы
Самолётные шахматы (кит. трад. 飛行棋, Aeroplane Chess, Aviation Game или Flying Chess) — настольная логическая игра для детей. Разработанные в XX веке, аэропланные шахматы используют самолеты в качестве фигур вместо более абстрактных пешек и фигур в форме пчелиного улья, встречающихся в играх, от которых они произошли. Самолетные шахматы распространились по всему миру, особенно в Африке.

## Описание
Китайская игра, похожая на лудо и пачиси. Распространены по всему миру, особенно в Африке. Изобретатель неизвестен, поэтому игра вошла в общественное достояние. Наряду с такими играми как Шахматы джунглей и Luzhanqi являются классическими современными настольными играми Китая.

## Инвентарь
Платформа (игровое поле) для игры с 4 стартовыми «ангарами» в каждом углу, «трек» из 52 пространств, обходящих доску, 4 «домашних зоны», каждая из которых ведёт по трекам к «конечным местам» в центре доски. Цвета равномерно распределены между всеми игровыми цветами. 4 комплекта из 4 цветных фишек самолётов, как правило, жёлтого, красного, зелёного и синего цветов, а также шестигранный игровой кубик.

## Цель
От двух до четырёх игроков пытаются собрать все свои самолёты из своих ангаров, расположенных по углам доски, в основании своего цвета в центре поля. Для этого каждый игрок делает ходы, предварительно подбрасывая игровой кубик.